# U América FC
Club Deportivo U América Fútbol Club – peruwiański klub piłkarski z siedzibą w mieście Lima, stolicy państwa. Jest filią klubu Universitario de Deportes.

## Historia
Drużyna została założona 15 kwietnia 1980. W 1999 klub został mistrzem drugiej ligi, jednak wówczas nie oznaczało to automatycznego awansu do I ligi, a jedynie dawało taką szansę w meczu barażowym z ostatnim zespołem I ligi (wówczas był to klub Deportivo Pesquero). Rozegrany w Limie 18 grudnia 1999 mecz barażowy zakończył się pomimo dogrywki remisem 2:2. Rzuty karne wykonywali lepiej rywale, toteż klub América Cochahuayco pozostał w II lidze.

## Osiągnięcia
- Mistrz II ligi: 1999